# غللر قرة صوفي
غللر قرة صوفي (بالفارسية: گللر قره‌صوفی) هي منطقة سكنية تقع في قسم تشاراويماق الجنوبي الغربي الريفي في إيران.